# 石川定辰
石川 定辰（いしかわ ていしん、1880年1月4日 - 1947年10月6日）は、日本の政治家。衆議院議員（1期）。

## 経歴
秋田県出身。新聞記者、秋田時事新聞主幹、秋田新聞社、東北拓殖、東北物産商事、能代無尽各(株)取締役、秋田木工、辛酉銀行各(株)代表取締役となる。
1930年の第17回衆議院議員総選挙において秋田1区(当時)から立憲政友会公認で立候補したが次点で落選した。1936年の第19回衆議院議員総選挙で立候補したが次点落選。最下位当選者とは1票差だった。しかし、同年12月に同じ選挙区の中田儀直の当選無効により、更正決定で議員となる。1937年の第20回衆議院議員総選挙で落選した。以後の立候補はない。1947年死去。